# Antonella Paoletti
Antonella Paoletti (15 luglio 1988) è una calciatrice italiana, attaccante della Triestina.

## Carriera
Antonella Paoletti cresce calcisticamente nelle giovanili del Graphistudio Pordenone, giocando nella loro formazione che partecipa al Campionato Primavera fino ai raggiunti limiti d'età. Grazie alle capacità dimostrate nei campionati giovanili la società decide di inserirla in rosa nella prima squadra (almeno) dalla stagione 2007-2008.
Con le neroverdi fa il suo esordio in Serie A2, l'allora secondo livello del campionato italiano femminile di calcio, il 16 settembre 2007, alla prima giornata della stagione 2007-2008, nella partita vinta per 1-0 sul Como 2000, mentre la sua prima rete la sigla il 14 ottobre successivo, al 78', segnando il gol del parziale 1-3 della partita giocata fuori casa con l'Oristano, incontro poi terminato con il definitivo 2-4 per le friulane. Con il Pordenone gioca fino alla stagione 2012-2013, contribuendo alla conquista della Serie A la stagione precedente quando contribuisce a raggiungere il primo posto del Girone B con 67 punti, 5 in più della diretta inseguitrice Südtirol Vintl Damen. Si congeda dal Pordenone con 40 reti siglate su 118 incontri complessivi.
Nell'estate 2013 trova un accordo con il Chiasiellis ma con le biancazzurre gioca la sola stagione 2013-2014 totalizzando 2 reti su 20 presenze. La squadra, che non riesce ad evitare la retrocessione in Serie B al termine del campionato, a causa della mancata iscrizione del Chiasiellis dal campionato successivo, assieme alle sue compagne viene svincolata dalla società.
Durante il calciomercato estivo 2014 viene ingaggiata dal Bearzi che le offre un posto da titolare nella squadra iscritta alla stagione 2014-2015 di Serie B. Al suo primo anno con i colori biancoblù, con le sue 24 reti siglate su 26 incontri disputati, contribuisce a far raggiungere alla società il quinto posto nel Girone C, migliore risultato ottenuto fino ad allora.

## Palmarès

### Club
- Campionato italiano di Serie A2: 1

Graphistudio Pordenone: 2011-2012 (Girone B)

## Statistiche

### Presenze e reti nei club
Aggiornato al 6 gennaio 2018.
| Stagione         | Squadra          | Campionato       | Campionato | Campionato | Coppe nazionali | Coppe nazionali | Coppe nazionali | Coppe internazionali | Coppe internazionali | Coppe internazionali | Altre coppe | Altre coppe | Altre coppe | Totale | Totale |
| Stagione         | Squadra          | Comp             | Pres       | Reti       | Comp            | Pres            | Reti            | Comp                 | Pres                 | Reti                 | Comp        | Pres        | Reti        | Pres   | Reti   |
| ---------------- | ---------------- | ---------------- | ---------- | ---------- | --------------- | --------------- | --------------- | -------------------- | -------------------- | -------------------- | ----------- | ----------- | ----------- | ------ | ------ |
| 2007-2008        | Pordenone        | A2               | 14         | 3          | CI              | ?               | ?               | -                    | -                    | -                    | -           | -           | -           | 14+    | 3+     |
| 2008-2009        | Pordenone        | B                | 24         | 14         | CI              | ?               | ?               | -                    | -                    | -                    | -           | -           | -           | 24+    | 14+    |
| 2009-2010        | Pordenone        | A2               | 21         | 9          | CI              | ?               | ?               | -                    | -                    | -                    | -           | -           | -           | 21+    | 9+     |
| 2010-2011        | Pordenone        | A2               | 22         | 11         | CI              | ?               | ?               | -                    | -                    | -                    | -           | -           | -           | 22+    | 11+    |
| 2011-2012        | Pordenone        | A2               | 22         | 3          | CI              | ?               | ?               | -                    | -                    | -                    | -           | -           | -           | 22+    | 3+     |
| 2012-2013        | Pordenone        | A                | 15         | 0          | CI              | ?               | ?               | -                    | -                    | -                    | -           | -           | -           | 15+    | 0+     |
| 2013-2014        | Chiasiellis      | A                | 20         | 2          | CI              | ?               | ?               | -                    | -                    | -                    | -           | -           | -           | 20+    | 2+     |
| 2014-2015        | Bearzi           | B                | 26         | 24         | CI              | ?               | ?               | -                    | -                    | -                    | -           | -           | -           | 26+    | 24+    |
| 2015-2016        | Pordenone        | B                | 20         | 9          | CI              | ?               | ?               | -                    | -                    | -                    | -           | -           | -           | 20+    | 9+     |
| 2016-2017        | Pordenone        | C                | ?          | ?          | -               | -               | -               | -                    | -                    | -                    | -           | -           | -           | ?      | ?      |
| 2017-2018        | Pordenone        | B                | 14         | 6          | CI              | ?               | ?               | -                    | -                    | -                    | -           | -           | -           | 14+    | 6+     |
| Totale Pordenone | Totale Pordenone | Totale Pordenone | 152+       | 55+        |                 | ?               | ?               |                      | -                    | -                    |             | -           | -           | 152+   | 55+    |
| Totale carriera  | Totale carriera  | Totale carriera  | 198+       | 81+        |                 | ?               | ?               |                      | -                    | -                    |             | -           | -           | 198+   | 81+    |